# Ólafur Elíasson
Ólafur Elíasson (Koppenhága, Dánia, 1967. február 5.–) izlandi származású dán képzőművész, aki nagyméretű szobrairól és különböző természeti elemeket (fény, víz, hőmérséklet) alkalmazó installációiról híres. 1995-ben Berlinben megalapította a Studio Olafur Eliasson-t, amely egy térkutató képzőművészeti laboratórium. Ólafur képviselte Dániát 2003-ban az 50. Velencei Biennálén, majd egy évvel később a londoni Tate Modern Turbine Hall-jéban megvalósította a The Weather Project-et.
Ólafur több köztéri projektet is létrehozott, így a Green river nevű performansza alkalmával, 1998 és 2001 között különböző városok folyóit változtatta zöld színűvé. 2007-ben a londoni Serpentine Gallerynak Kjetil Thorsen norvég építésszel egy ideiglenes pavilont, 2008-ban a New York-i Public Art Fundnak pedig egy mesterséges vízesést készített. 2009 és 2014 között a Berlini Művészeti Egyetem professzora volt, 2014-től pedig az Addisz-Abeba-i Alle School of Fine Arts and Design adjunktusa.

## Élete és pályafutása

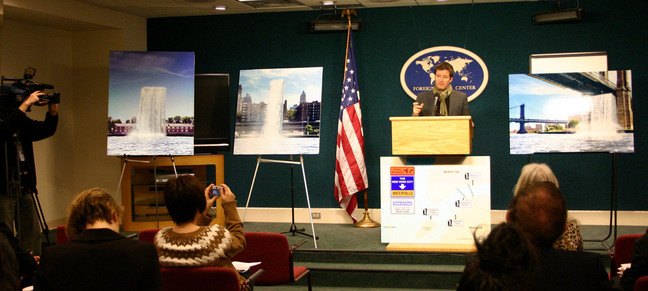
Ólafur Elíasson a The New York City Waterfalls projektről beszél.

Ólafur Elíasson 1967-ben született Koppenhágában Elías Hjörleifsson és Ingibjörg Olafsdottir gyermekeként. Szülei 1966-ban telepedtek át Izlandról a dán fővárosba, ahol apja szakácsként, anyja pedig varrónőként dolgozott. Nyolc éves korában szülei különváltak, Ólafur pedig anyjával és tőzsdeügynök mostohaapjával élt. Képzőművészként is tevékenykedő apja visszaköltözött Izlandra, ahol a család szabadságát és az ünnepeket töltötte. 15 éves korában Ólafur megrendezhette első önálló kiállítását, amelyen ceruzával rajzolt és vízfestékkel festett tájképeket állított ki egy kis dániai galériában. AZ 1980-as évek közepén azonban a breaktáncot tartotta művészi alkotásának. Két barátjával megalapították a Harlem Gun Crew nevű csapatot, és több fellépésük is volt, illetve megnyerték a skandináv break tánc-bajnokságot is.
1989 és 1995 között a Dán Királyi Szépművészeti Akadémia hallgatója volt, majd 1990-ben a Dán Királyi Akadémia ösztöndíjasaként New Yorkba utazott, ahol Christian Eckhart képzőművész stúdióasszisztense lett. Mindeközben fenomenológiai és gestaltpszichológiai szövegek tanulmányozásával foglalkozott.

### Művészi pályafutása
Ólafur 1993-ban Kölnbe, majd 1994-ben Berlinbe költözött, közben pedig 1995-ben akadémiai oklevelet kapott. Berlinben egy saját stúdiót nyitott, amely kezdetben az egykori Hamburgi pályaudvar vonatdepójában működött. Onnan 2008-ban a Prenzlauer Berg kerületbe, egy egykori sörfőzdébe költözött
1996-ban kapcsolatba került Einar Thorsteinn építésszel és geometriaszakértővel, aki korábban Buckminster Fullerel is dolgozott együtt. Első közös alkotásukat, egy rozsdamentes acélból készült 9,1 méter átmérőjű és 2,1 méter magas kupolát 8900054-nek nevezték el. Az alkotás olyan hatást kelt, mintha a földből készülne kiemelkedni, illetve egy hatalmas gömböt sejtet a felszín alatt. Thorsteinn geometriai és térismereti tudását ötvözték Ólafur művészi megvalósításával, és ennek a munkának hatása gyakran észrevehető a művész további műveiben is.
Több projektjén is különböző területek szaktekintélyeivel dolgozott együtt, így Thorsteinn mellett Sebastian Behmann építésszel, Svend Åge Madsen íróval (The Blind Pavilion), Gunther Vogt tájépítésszel (The Mediated Motion), Cedric Price építészetteoretikussal (Chaque matin je me sens différent, chaque soir je me sens le même) és Kjetil Thorsen építésszel (Serpentine Gallery Pavilion, 2007) is voltak közös munkái. A térkutatás laboratóriumként alapított Studio Olafur Eliasson egy mintegy 30 fős, építészekből, mérnökökből, kézművesekből és segítőkből álló csapatot foglalkoztat, akik nagyméretű installációkon, képzőművészeti alkotásokon, szobrokon dolgoznak együtt.
A Berlini Művészeti Egyetem professzoraként megalapította a Térkutatási Intézetet (Institut für Raumexperimente, IfREX), amelyet 2009-ben nyitott meg stúdióépületében.

## Fontosabb munkái és projektjei

### Ventilator
Ólafur régebbi alkotásai közé tartozik a Ventilator nevű 1997-es projekt is, amely egy, a mennyezetről lógó és ingaszerűen kilengő ventilátor. A Quadrible light ventilator mobile (2002–2007) egy négy lógó ventilátorból és egy reflektorból álló, elektronikusan működtetett kompozíció.

### The weather project

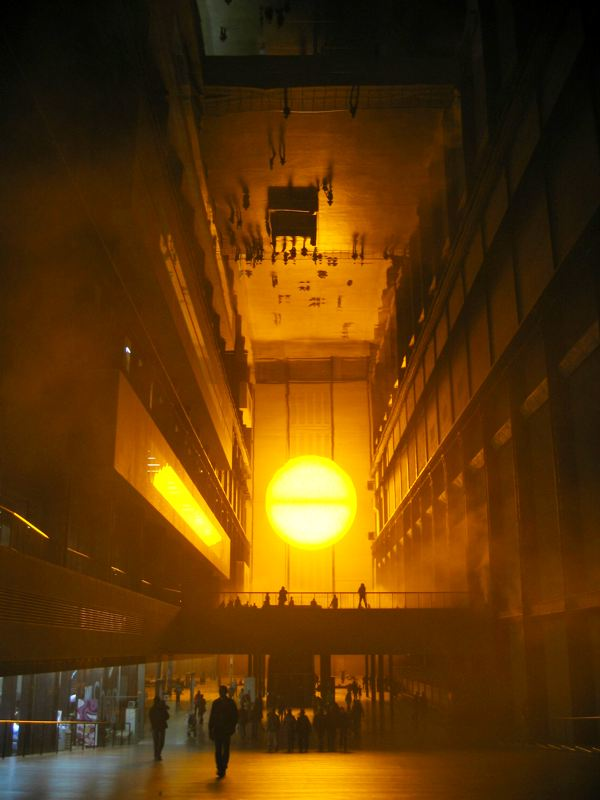
The weather project a Tate Modern-ben

The weather project (Az időjárás projekt) a londoni Tate Modern-ben került kiállításra 2003-ban. A múzeum népszerű Turbine Hall-jában Ólafur nedvesítőberendezéseket használt, hogy egy cukrot és vizet tartalmazó ködfátyollal lepje el a kiállítóteret. Emellett egy korongot monokromatikus lámpák százaival látott el, amelyek sárga fényt sugároztak. A mennyezeten egy hatalmas tükör borította, amelyen a látogatók önmagukat apró árnyékként láthatták viszont a Napot szimbolizáló narancssárga fényben. A látvány láttán a kiállítás több látogatója is lefeküdt a padlóra, kezeikkel és lábaikkal pedig integetni kezdtek. Ezt Brian O'Doherty művészetkritikus úgy értékelte, hogy a nézők „megmámorosodtak önmaguk narcizmusától, amíg égbe emelkedésükön merengtek”. A hat hónapig nyitva tartó kiállítás kétmillió látogatót vonzott. O'Doherty pozitívan értékelte a kiállítást egy, a Frieze magazinnak adott 2003-as interjúban, mondván: „ez volt az első alkalom, amikor egy borzasztóan komor – egy óriás koporsójához hasonlító – teret hatásosan használtak ki.”

### Fényinstallációk
Különböző kísérleteket végzett az atmoszferikus sűrűséggel a kiállítóterekben. A Room For One Colour (Szoba egyetlen színnek, 1998) című projektben a látogatók egy sárga monofrekvenciás csövekkel megvilágított folyosóban találják magukat, ahol a teret egy olyan fény tölti ki, amely a többi szín érzékelésére is hatással van. A 360 degrees Room For All Colours (360 fokos szoba minden színnek, 2002) nevet viselő alkotás egy kerek fényszobor, amelytől a nézők elveszítik a tér- és perspektívaérzékelésüket, és egy erős fény veszi körül őket. A művész későbbi installációja, a Din blinde passager (Your blind passenger) (A te vak utasod, 2010) a Arken Museum of Modern Art megrendelésére készült. A 90 méter hosszú alagútban a látogatót sűrű köd veszi körül, és a látási távolság 1,5 méter, így az emberek a látásuk helyett más érzékszerveiket kell használják a tájékozódáshoz. A Feelings are facts (Az érzelmek tények) című kiállításon először dolgozott Ma Yansong kínai építésszel, és először került kiállításra alkotása Kínában. Ebben a pekingi Ullens Center for Contemporary Art-ban működdel alakított át tereket, melyeket fluoreszkáló fényekkel világított meg.

### Green River
1998-ban Ólafur felfedezte, hogy a csőrendszerek szivárgásának vizsgálatánál használt, nem mérgező por, a uranin fluoreszkáló zölddé változtat egész folyóvizeket. A Berlini Biennálé alatt a Múzeum-szigethez közeli hídról a Spree folyóba szórt egy maréknyi port, zöldre színezve a vizet. A környezetre nem káros performanszot – előzetes figyelmeztetések nélkül – Mossban (1998), Brémában (1998), Los Angelesben (1999), Stockholm ban (2000) és Tokióban (2001) is bemutatta.

### Izlandi fényképek
Ólafur rendszeresen bemutat Izlandon készült színes fényképsorozatokat. Mindegyik csoport egy adott témára összpontosít: vulkánok, meleg vizű források, magányos házak a vadonban. A legelső sorozatban megpróbálta Izland összes hídját lencsevégre kapni. Egy 1996-os sorozatban a Vatnajökull alól előtörő tűzhányó utáni hatásokat fotózta le. Ezek a fényképek gyakran a levegőből, egy kicsi, hagyományosan a térképészek által is használt bérelt repülőgépről készültek. A rácsszerűen elrendezett képek Bernd és Hilla Becher német fényképészek ismétlődő fényképeit juttatják a néző eszébe.

### Your black horizon
A te fekete horizontod című projektet a Thyssen-Bornemisza Art Contemporary rendelte meg a Velencei biennáléra. A David Adjaye brit építésszel közös projekt 2005 augusztusától októberéig volt látható a Velence közelében levő lagúna egyik szigetén, San Lazzaro degli Armeni-ben. Az ideiglenesen felállított pavilont egy kolostor alapjaira építették, a feketére festett belső falakra csak egy nagyon kicsi, szemmagasságon levő résen szűrődött be fény. 2007 júniusától 2008 októberéig a pavilont a horvátországi Lopud szigetén, Dubrovnik közelében állították ki.

### Your mobile expectations: BMW H2R project
2007-ben a BMW felkérte a képzőművészt, hogy a BMW Art Car Project 16. autójának ő tervezze meg a burkolatát. Ólafur és csapata eltávolították a BMW H2R hidrogénhajtású sportkocsi karosszériáját, és egy fémcsövekből és hálókból álló vázzal borították be. A szerkezetre néhány napon át 530 gallon vizet permeteztek, amely megfagyva belülről ragyogott a kiállításkor. A Your mobile expectations: BMW H2R project egy erre a célra kialakított speciális teremben volt kiállítva 2007 és 2008 között a San Francisco Museum of Modern Art-ban. és 2008-ban a müncheni Pinakothek der Moderne-ben.

### The New York City Waterfalls

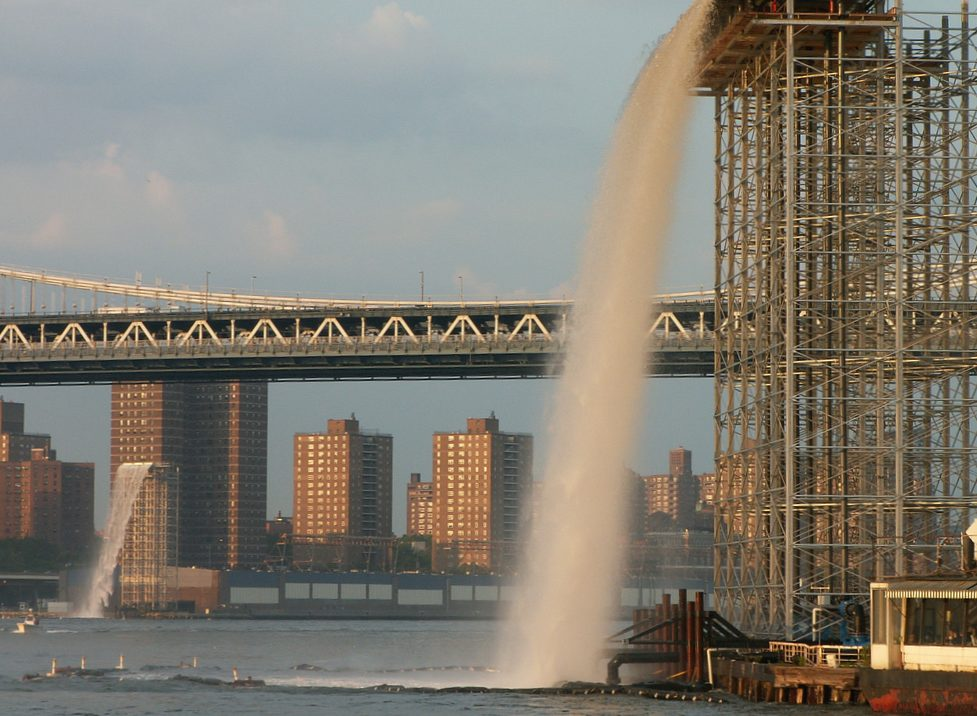
Vízesés a Brooklyn Bridge-nél (Háttérben a Manhattan Bridge.)

A Public Art Fund felkérésére Ólafur Elíasson egy mesterséges vízesést készített, amely a New York-i kikötőben állt. Az alkotás 2008 nyarán volt látható, és 15,5 millió dolláros költségével a legdrágább köztéri alkotás volt Christo és Jeanne-Claude kapui óta, amelyeket a Central Parkban állítottak ki.

### The Parliament of Reality
Az Annandale-on-Hudson-i Bard College területén álló, A Valóság Parlamentje című alkotását 2009. május 15-én avatták fel. Az alkotás mintájául az izlandi Alþingi, a világ első demokratikus parlamentje szolgált. Az alkotó elképzelése szerint az alkotás az egyetemi hallgatók és látogatók találkozási pontja, az eszmecserék, viták és pihenés helye. A valóság parlamentje kihangsúlyozza, hogy a tárgyalás az oktatási rendszer alapja kell legyen.
A mesterséges szigetet egy tó, 24 fa és más növények veszik körül. A 30 méter átmérőjű sziget kőpadlóján iránytűmintázat látható, és 30 folyami szikladarab szolgál ülőhelyül a látogatóknak. A szigetet egy rozsdamentes acélból készült lugasszerű hídon lehet megközelíteni.

### Colour experiment paintings
A 2009-ben kezdődő Colour experiment paintings projekt keretében a képzőművész a pigmentekre, a festékkészítésre és színalkalmazásra fordította figyelmét, hogy a látható színskála minden nanométeréhez kapcsolódóan állíthasson elő színeket. 2014-ben William Turner hét festményét elemezte, hogy megalkothassa a Turner colour experiments-et, amely a Turner alkalmazta fényt és színeket különítette el és rögzítette.

### Harpa
Ólafur tervezte a 2011. május 13-án átadott reykjavíki Harpa koncert- és konferenciaterem homlokzatát. Az épület a Henning Larsen Architects építésziroda és Ólafur stúdiójának szoros együttműködése eredménye: a homlokzat téglaformájú, üvegből és acélból készült tizenkét lapból álló geometriai alakzatokból áll. A Nap állásának és az időjárási viszonyok függvényében a beszűrődő fény különböző hatást nyújt a belső térben. Este a téglákat különböző színű LED-lámpákkal világítják meg.

### Your rainbow panorama

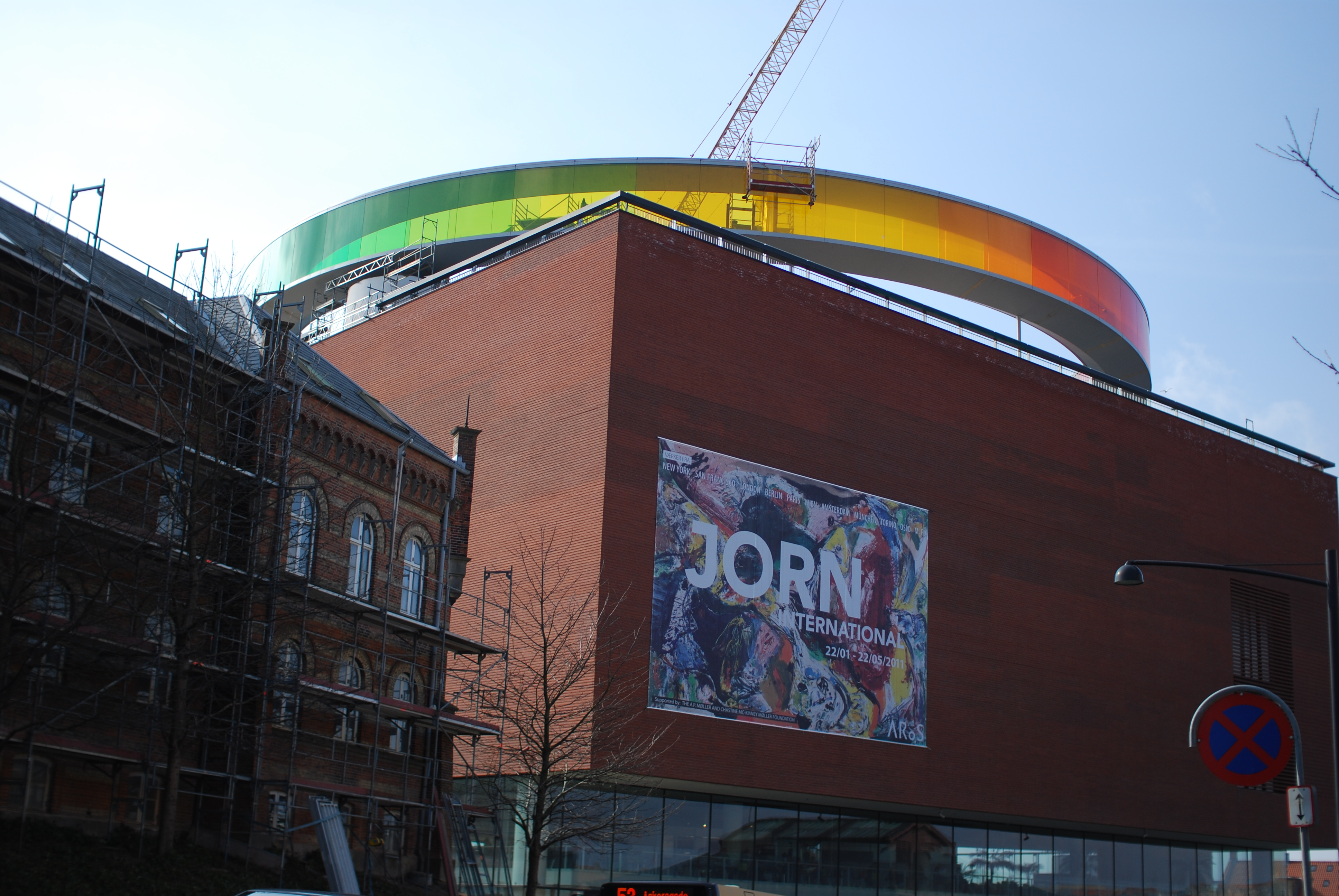
A Your rainbow panorama Aarhusban

A Your rainbow panorama (A te szivárvány panorámád) című, 150 méter hosszú és 3 méter széles kör alakú üvegfolyosó, amely a színspektrum összes színét magába foglalja. Az 52 méter átmérőjű alkotást az aarhusi ARoS Aarhus Kunstmuseum tetején, 3,5 méteres oszlopokon helyezték el. A 2011 májusában átadott műalkotáson áthaladva a látogatók ráláthatnak a városra.
A mű megépítése 60 millió koronába került, és a Realdania alapítvány támogatásával jött létre.

### Moon
2013 novemberében a berlini Falling Walls konferencián, Ólafur és a Pekingből internetes kapcsolaton keresztül bejelentkezett Aj Vej-vej bemutatták a Moon nevű projektjüket. A nyílt digitális platform lehetővé teszi felhasználóinak, hogy böngészőjükön keresztül a Hold óriási replikájára rajzolhassanak. Ezt a platformot a szólásszabadság és a kreatív együttműködések nyilatkozatának szánták.

### Contact
2014. december 17.–2015. február 23. között a párizsi Fondation Louis-Vuittonnál állította ki műveit, amelyek egy utazás eseménysoraként jelennek meg. Az installációk között haladva a látogatók a sötétség, a fény, a geometria és reflexiók koreográfiájának részévé válnak. Az út során optikai eszközök, modellek és egy meteorit tükrözi vissza az alkotó kutatásait, amelyek a tér megalkotásának és érzékelésének mechanizmusait célozzák meg.

### Riverbed
2014 és ’15 közt volt látható, a dániai Louisiana Modern Művészeti Múzeumban Ólafur folyómeder installációja, amihez telerakta a kiállítóteret kövekkel, homokkal és vízzel.

### Ice Watch Series
Az Ice Watch sorozata keretében, mely 2014 és 2018 zajlott, hatalmas jégtömböket állított ki a világ különböző pontjain – 2014-ben Koppenhágában, 2015-ben Párizsban, majd 2018-ban Londonban -, a klímaváltozási konferenciák idején. 2014-es projektjéhez 12 jégtömböt szállított a grönlandi Nuup Kangerlua fjordról Koppenhága utcáira, egy tömb 1,5 és 5 tonnát nyomott. 2015 novemberében Minik Rosing geológussal ismét elszállított 12 jégtömböt Grönlandról, a párizsi Place du Panthéonhoz, az ENSZ klímaváltozás konferenciájára. Ezt 2018-ban is megismételte, 30 jégtömbbel, Londonban: 24-et a Tate Modern Múzeum partján, hatot a Bloomberg központi irodájánál helyezett el.
Vertical Panorama Pavilion
2022-ben adták át a Vertical Panorama Paviliont, a sonomai Donum Birtok borászat területén, melyet Mei és Allan Warburg megbízásából tervezett. A 12 férőhelyes pavilon formáját a körnaptár inspirálta; tetőszerkezete 832 újrahasznosított, 24 színben pompázó üvegpanelből áll, és 12 rozsdamentes acél oszlop tartja.

### Egyéb projektjei
2005-ben Hans Johannsson hegedűkészítővel közösen egy új hangszer elkészítésére vállalkoztak, azzal a céllal, hogy felelevenítsék a 17.–18. századi hangszerkészítés hagyományát a jelenkor technikáit és vizuális esztétikáját alkalmazva.
2006-ban Louis Vuitton Eye See You névre keresztelt lámpákat rendelt a művésztől, melyekkel a divatház karácsonyi kirakatait díszítették. A You See Me nevű lámpa pedig állandó kiállítási tárgy a Louis Vuitton Ötödik sugárúton található üzletében. A projektből származó bevételt Ólafur a 121Ethiopia.org nevű segélyszervezetnek adományozta, melyet eredetileg ő és a felesége alapították, hogy felújíthassanak egy etiópiai árvaházat.
2007-ben Hans Werner Henze-nek, a Berlini Állami Operában bemutatott Phaedra című operájohoz tervezett díszletet.
James Corner tájépítészeti cégével (Field Operations) és a Diller Scofidio + Renfro építészirodával közösen Ólafur részt vett a New York-i High Line Park kialakításában. A 2012. évi nyári olimpiai játékokra is tervezett egy kültéri műalkotást, amely a Take A Deep Breath (Végy mély levegőt) címet viselte volna, és emberek lélegzetvételét is rögzítette volna. Az 1 millió fontos projektre anyagiak hiányában nem került sor.
2012-ben a művész és Frederik Ottesen mérnök megalapították a Little Sun (Kis Nap) nevű céget, amely napenergiával működő LED-lámpákat gyárt fejlődő országok számára.

## Kiállításai
Mielőtt 1994-ben Berlinbe költözött volna, Ólafur Elíasson első önálló bemutatója 1993-ban volt Kölnben Nicolaus Schafhausennel. 1996-ban első amerikai bemutatójára is sor került a Tanya Bonakdar Gallery-nél, majd 2007 szeptemberétől 2008 februárjáig a San Francisco Museum of Modern Art megrendezte a művész első nagyobb amerikai tárlatát. A kiállítás kurátora a kortárs művészetekkel foglalkozó chicagói Museum of Contemporary Art igazgatója, Madeleine Grynsztejn volt, aki jelentős hatással volt a művész 1993–2007 közötti pályafutására.
A San Franciscó-i kiállításon többek között térspecifikus installációk, szabadon álló szobrok és fényképek voltak láthatóak. A múzeum hídját egy fényes alagúttá alakította (One-way colour tunnel). A kaliforniai debütálás után a kiállítás nemzetközi turnéra indult (Museum of Modern Art, P.S.1. Contemporary Art Center, New York, 2008; Dallas Museum of Art, Dallas, 2008–2009; Museum of Contemporary Art, Chicago, 2009; Museum of Contemporary Art, Sydney, 2009–2010).
Fontosabb kiállításai voltak még a bregenzi Kunsthausban, a párizsi Musée d’Art Moderne-ben, a karlsruhei ZKM-ben (2001), a frankfurti Schirn Kunsthalle-ban (2004), a tokiói Hara Museum of Contemporary Art-ban (2006), az kanazavai Museum of Contemporary Art-ban (2009), a berlini Martin-Gropius-Bau-ban (2010) és a neussi Hombroich Múzeumszigeten (2015). Ólafur Elíasson alkotásai számos csoportos kiállításon is jelen voltak: São Paulo-i biennálé, Isztambuli biennálé (1997), Velencei Biennálé (1999, 2001, 2005), Carnegie International (1999), Versailles-i kastély (2016), Leeum, Samsung Museum of Art (2016-2017), In real life, a Tate Modernben (2019-2020).

## Gyűjtemények
Ólafur Elíasson munkái olyan magán- és közgyűjteményekben láthatóak, mint a New York-i Solomon R. Guggenheim Múzeum, az unnai Centre for International Light Art (CILA), a Los Angeles-i Museum of Contemporary Art vagy az athéni Deste Foundation.

## Elismerései
Az 1999-es Velencei Biennáléra készült Spiral Pavilionért (amely jelenleg a Kunsthalle Bielefeld-ben látható) Ólafur a Benesse Corporation-től Benesse-díjat kapott. 2004-ben Ólafur elnyerte a Nykredit Építészeti Díjat és festészetéért az Eckersberg-medált. 2005-ben a Jenő svéd királyi hercegről elnevezett Prins Eugen-medaljen díjazottja lett szobrászművészetéért, majd 2006-ban a dán koronahercegi pár kulturális díját (Kronprinspaarets Priser) is neki adományozták. 2007-ben ő volt az első díjazottja a Joan Miró Alapítvány által odaítélt Joan Miró-díjnak.
2010-ben Ólafurt Quadriga-díjjal jutalmazták, azonban egy évvel később visszaadta a díjat, miután kiderült, hogy a 2011-es díjazott Vlagyimir Putyin lesz. 2013 októberében a Goslarer Kaiserringgel tüntették ki. Ugyanazon évben Ólafur és Henning Larsen Architects építészeti vállalat megkapta a Mies van der Rohe-díjat a reykjavíki Harpa koncertteremért.
2014-ben Ólafur elnyerte a 100 000 dollárral járó Eugene McDermott művészeti díjat, a Massachusetts Institute of Technologyn. A díj a díjazott jövőbeli alkotói munkájába való befektetésként tekinthető, a honorált személy egy bizonyos időt az egyetemen tölt, ahol tanulhat és taníthat.
Ugyancsak 2014-ben az építészet, zene, festőművészet és szobrászat területein maradandót alkotók számára kiosztott Művészeti Wolf-díjjal jutalmazták.
Izland elnöke, Ólafur Ragnar Grímsson 2013 júniusában, hivatalos németországi útja alkalmával, meglátogatta a művész berlini stúdióját.

## Műtárgykereskedelem
Ólafur Elíassont a New York-i Tanya Bonakdar Gallery (1996-tól), a tokiói Gallery Koyanagi, a szöuli/pekingi PKM Gallery és a berlini Neugerriemschneider (1994-től) galériák képviselik a műtárgypiacon.

## Magánélete
Ólafur volt felesége Marianne Krogh Jensen, dán művészettörténész, az 1997-es São Paulo-i művészeti biennálé dán pavilonjának kurátora. Két Etiópiából örökbefogadott gyerekük van, akikkel Hellerupban, Koppenhága közelében éltek, egy Andreas Lauritz Clemmensen tervezte házban. Válásukat követően Ólafur Berlinbe költözött, ahol jelenleg is alkot. A művész izlandiul, dánul, németül és angolul beszél.
2019. szeptember 22-én, Ólafurt az ENSZ kinevezte jószolgálati nagykövetnek, hogy „minél szélesebb körben tudja felhívni a figyelmet a klímaváltozás veszélyeire, és támogathassa a fenntartható fejlesztéseket.”

## Dokumentumfilmek
- Karim Ainouz brazil rendező dokumentumfilmje, a Domingo, Ólafurral való találkozásáról szól a 17. Videobrasil Fesztiválon, ősbemutatójára pedig a Rio Nemzetközi Filmfesztiválon került sor 2014-ben.
- Ólafur Elíasson (Olafur Eliasson - Die Krümmung Der Zeit) - osztrák dokumentumfilm, 2015, rendezte: Ines Mitterer, magyar nyelvű változatː narrátor: Bertalan Ágnes, Digi World televízió, 2018)

## Galéria

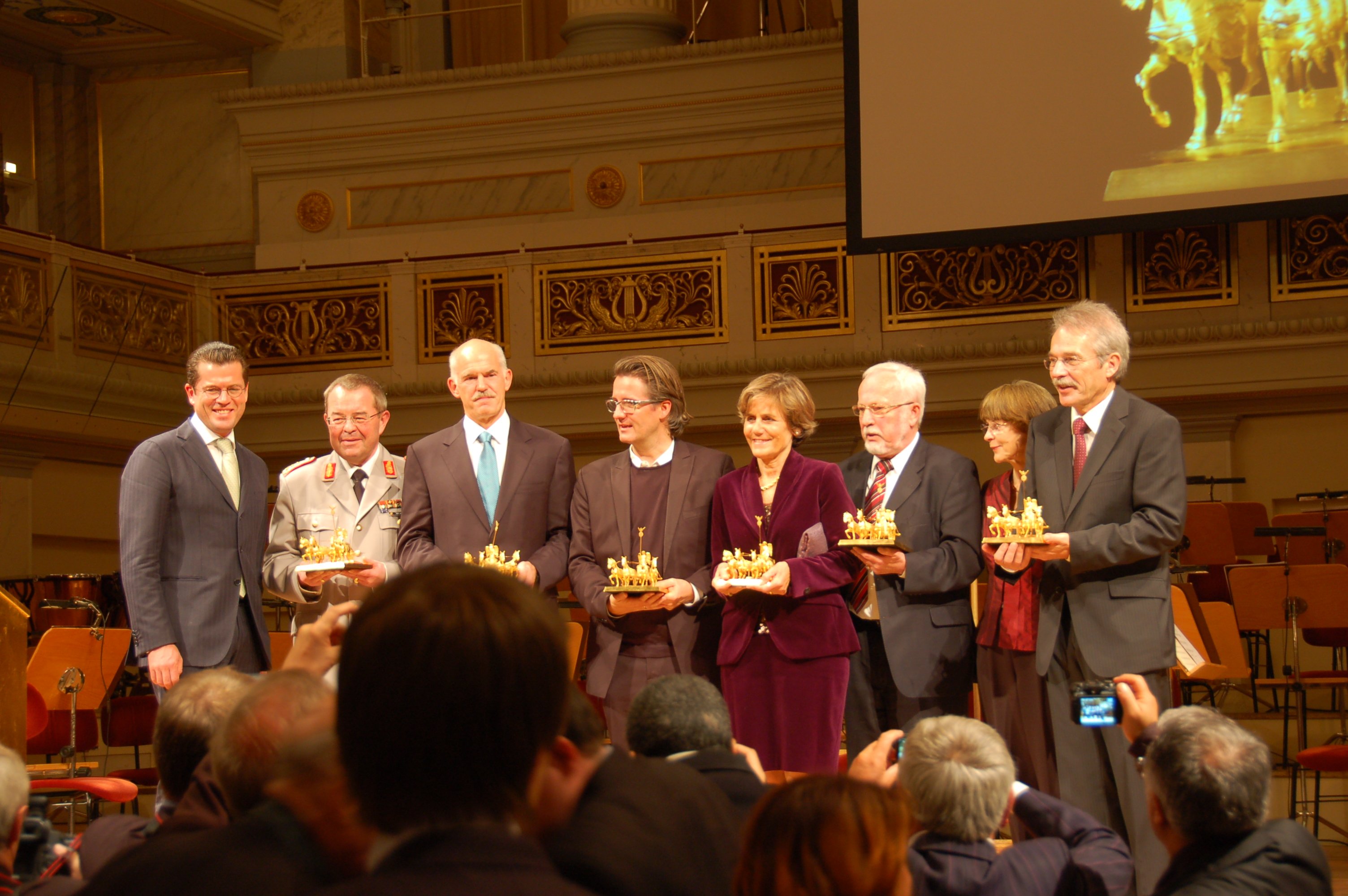
A Quadriga-díj átadásán (2010)
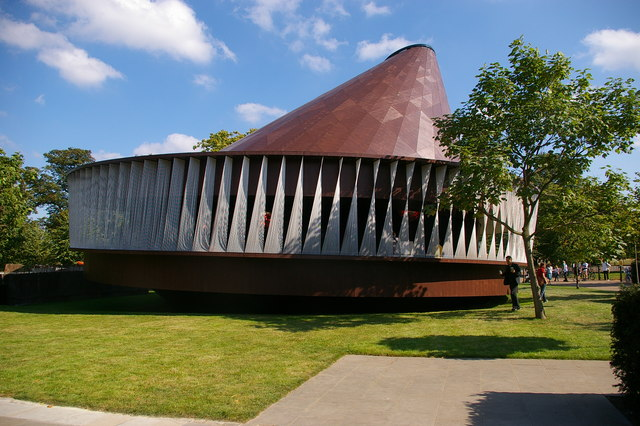
Serpentine Gallery Pavilion (2007)
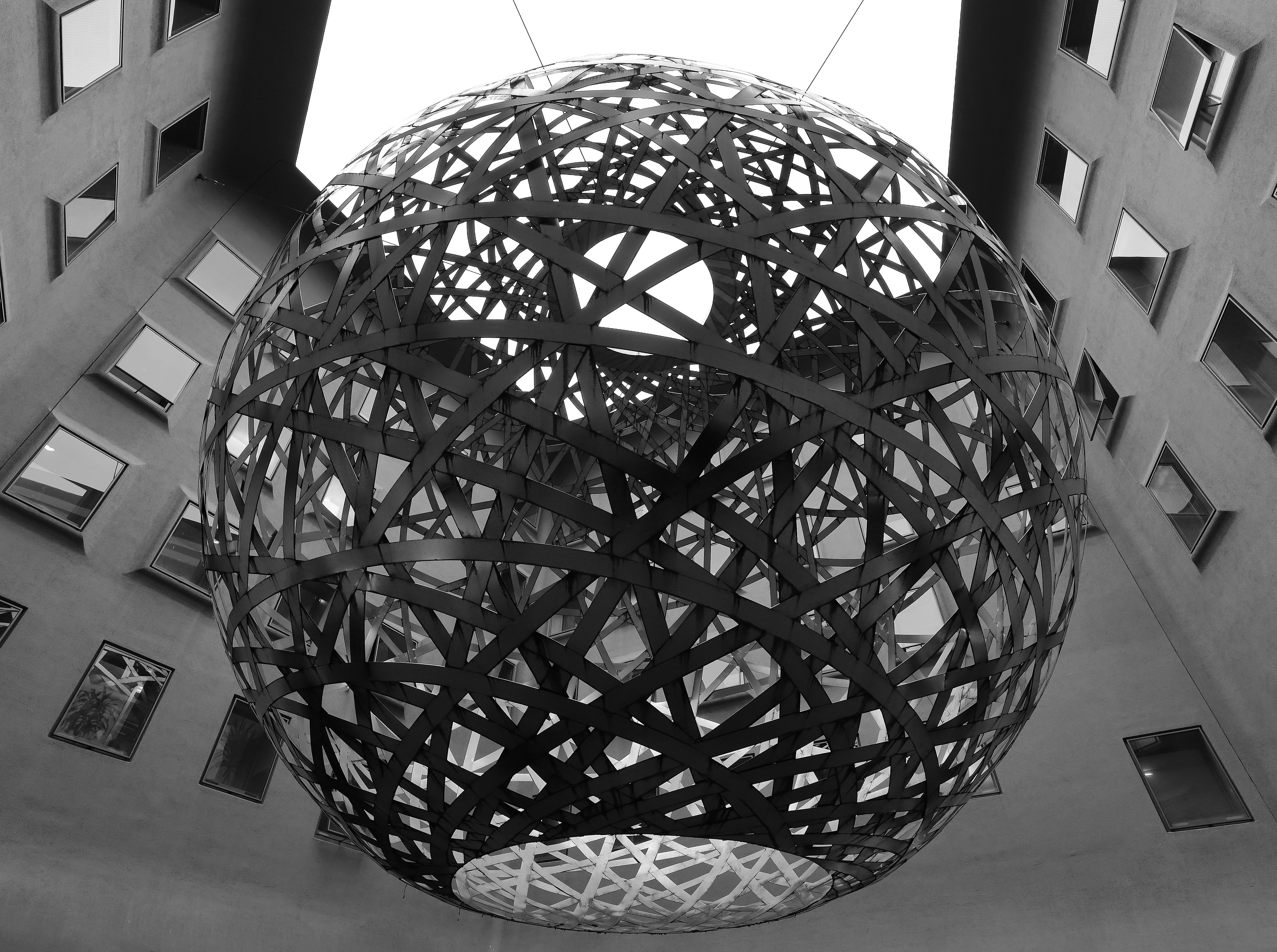
Szféra, Fünf Höfe, München
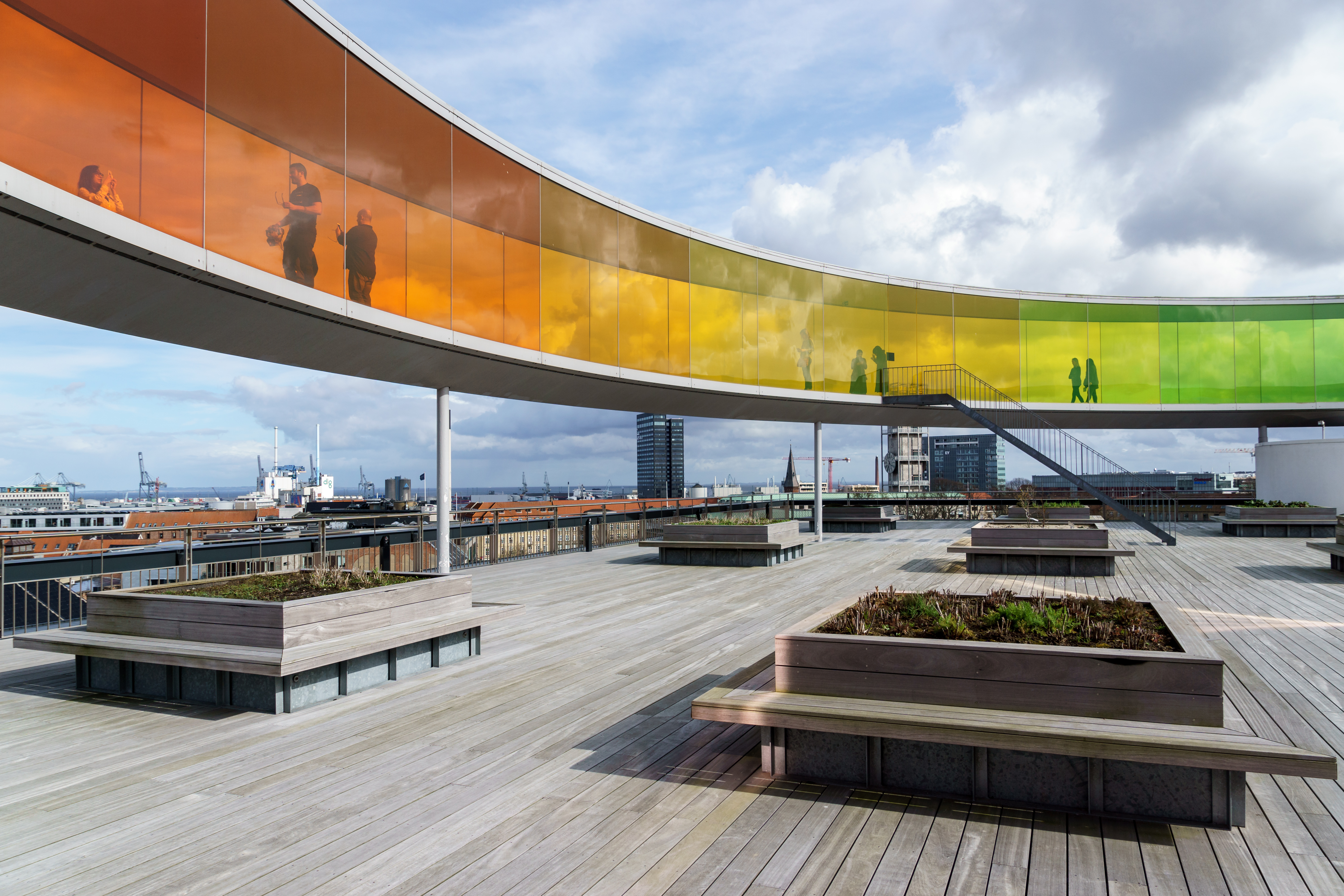
Your Rainbow Panorama, Aarhus
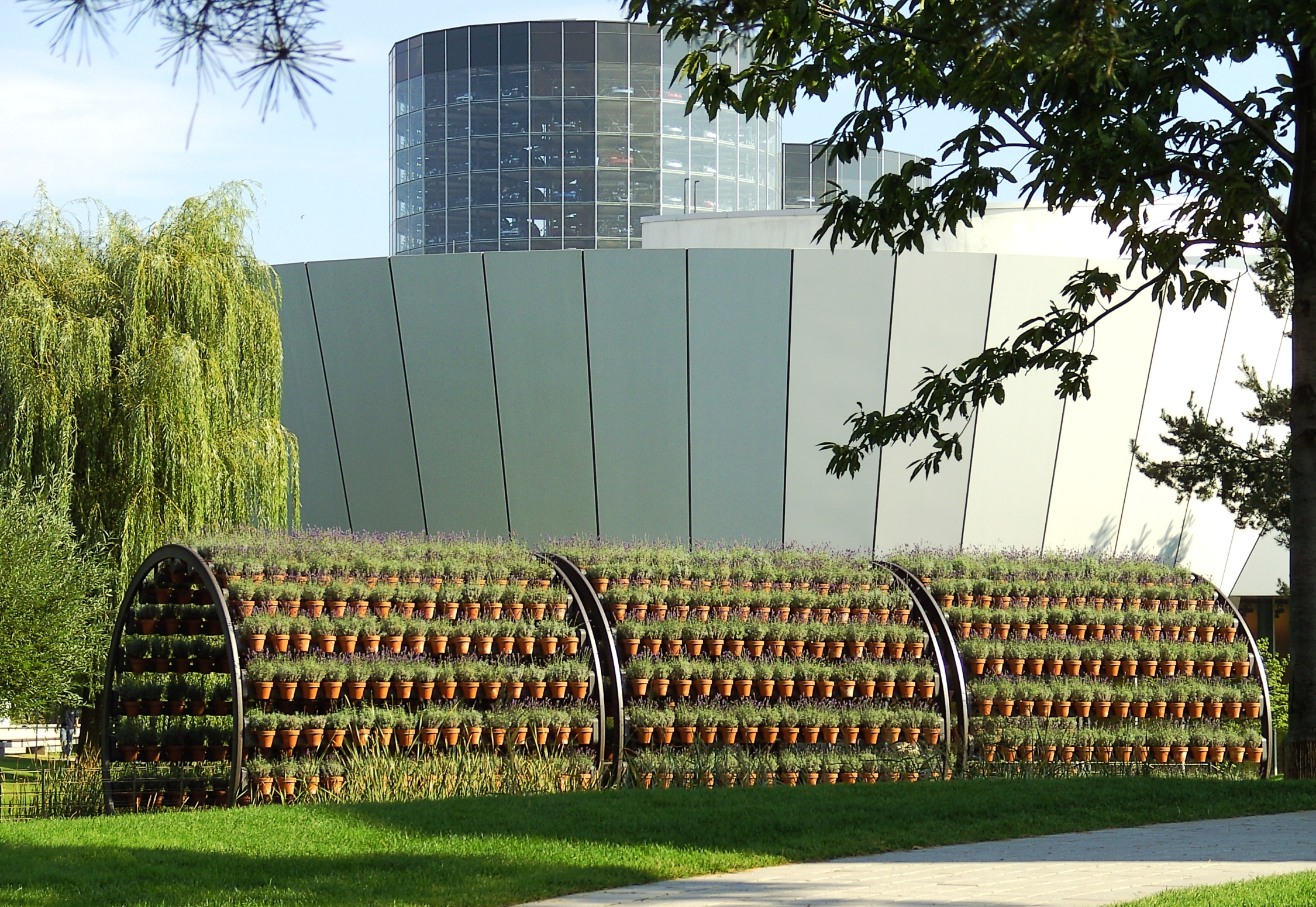
Illatalagút, Autostadt Wolfsburg
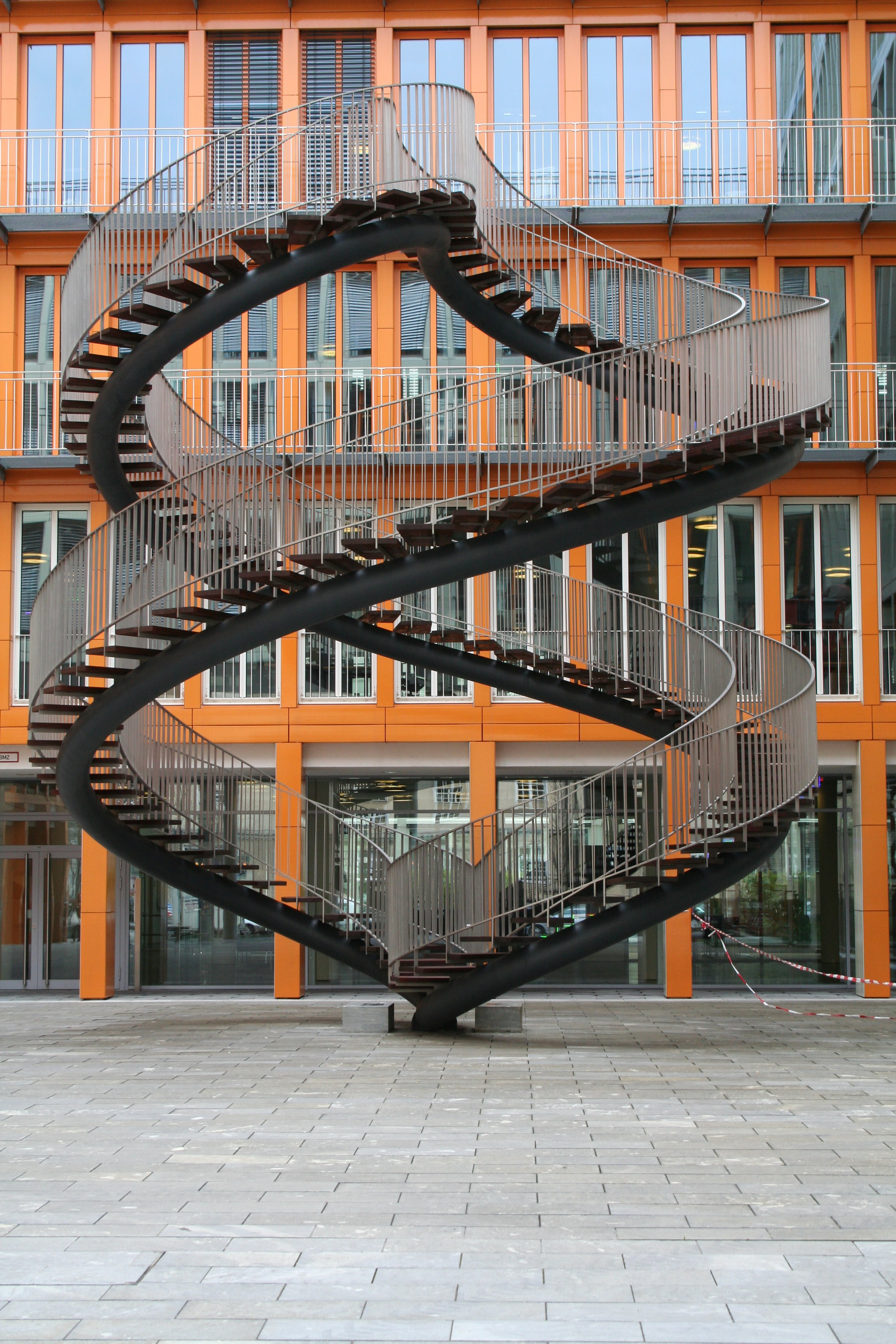
Átírás, München
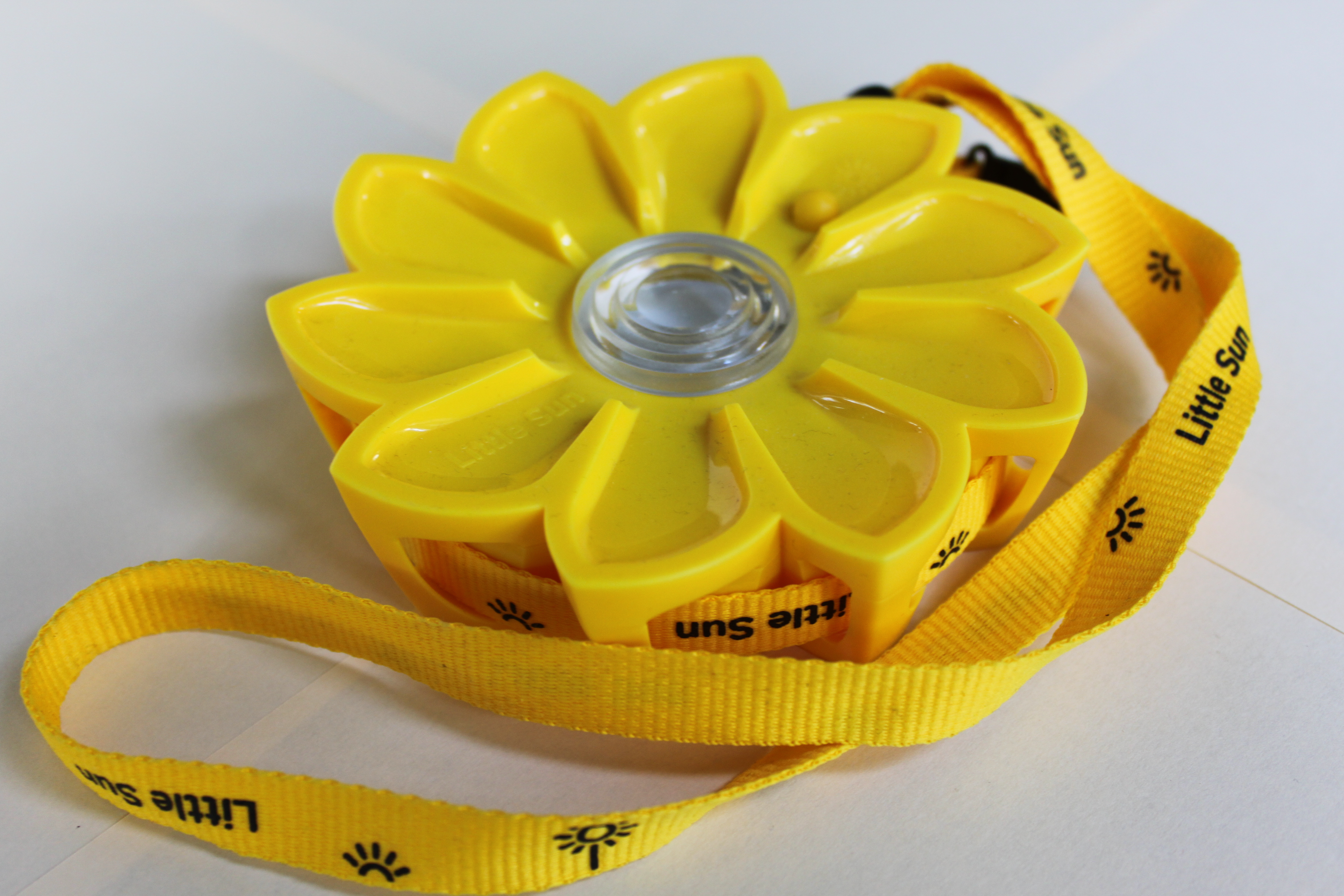
A Little Sun LED-lámpája